# Émile Meyerson
Émile Meyerson (Lublino, 12 febbraio 1859 – 2 dicembre 1933) è stato un filosofo e chimico francese, di origini russe-ebraiche. Contro il pensiero positivista della fine dell'Ottocento, sviluppò una epistemologia realista fondata sul principio dell'identità.

## Vita
Fu educato in Germania dove studiò chimica sotto gli insegnamenti di Robert Wilhelm Bunsen. Nel 1882 si trasferì a Parigi. Nella capitale francese prestò inizialmente servizio come collaboratore straniero dell'"Havas news agency" ed in seguito assunse il ruolo di direttore al "Jewish Colonization Association" per l'Europa e l'Asia Minore.
Venne naturalizzato cittadino francese dopo la prima guerra mondiale. Morì all'età di 74 anni, a causa di una crisi cardiaca.

## Pensiero
Il modello di pensiero costruito da Meyerson è stato fondato su una interpretazione metafisica della scienza. Nei suoi lavori, il filosofo francese, si è impegnato ad accostare filosofia e scienza, equiparandole sia per quanto riguarda le loro fondamenta di partenza e di arrivo e sia per gli strumenti di indagine.
Il concetto fondamentale dell'epistemologia di Meyerson è che la ricerca dell'identità dell'essere con sé stesso è conforme alla ragione. Il principio di funzionamento di questa ultima, sia nelle ricerche scientifiche-filosofiche, sia nei procedimenti quotidiani e comuni, è basato sulla continua conversione degli elementi molteplici e mutevoli insiti nell'esperienza, in unità identificate e stabili.
Il processo di identificazione, che è alla base dei principi fondamentali della fisica, quali quelli di inerzia, della relatività e della conservazione dell'energia, secondo Meyerson è di tipo sintetico e non certo analitico, come conferma la matematica. 
Quindi scienza e filosofia, forti di queste somiglianze, devono seguire la stessa strada della conoscenza; gli scienziati sviluppano metafisica quando si innalzano nella elaborazione di concetti e modelli generali, i filosofi in quanto debbono seguire i metodi e l'approccio scientifico nei riguardi dell'uomo e del mondo.

## Opere principali
- Identité et réalite (1908) ("Identità e realtà")
- De l'explication dans les sciences, 2 Vol. (1921) ("Della spiegazione nelle scienze")
- La déduction relativiste (1925) ("La deduzione relativista")
- Du cheminement de la pensée, 3 Vols. (1931) ("Il cammino del pensiero")
- Réel et déterminisme dans la physique quantique (1933) ("Il reale e il determinismo nella fisica quantistica")